# Jason Brennan
Pour les articles homonymes, voir Brennan.
Jason Brennan est un producteur, scénariste et réalisateur anishnabé originaire de Kitigan Zibi en Outaouais.

## Biographie
Né d'un père anishinabé de Kitigan Zibi et d'une mère québécoise de Déléage, Jason Brennan passe sa jeunesse entre la Haute-Gatineau et la région de l'Outaouais. Il étudie les beaux-arts, la télévision et le cinéma au Collège Algonquin d'Ottawa. 
D'abord scénariste et réalisateur, il fonde à Gatineau en 2006 la boîte Nish Média, qui devient l'unique maison de production autochtone en Outaouais. Nish est le diminutif de anishnabe, mot algonquin qui signifie peuple. Avec son entreprise, Jason Brennan veut créer des œuvres qui sortent des clichés habituels liés aux peuples autochtones comme la toxicomanie, l'alcoolisme ou le décrochage scolaire, tout en permettant le développement de talents autochtones dans les différents métiers liés à la production télévisuelle et cinématographique. En 2009, il a à son actif quatre séries jeunesse, dont Mouki, diffusé sur les ondes de la chaîne APTN au début 2010, des documentaires sur des athlètes autochtones et diverses vidéos corporatives.
En 2010, il produit le documentaire Last call Indian de la cinéaste mohawk Sonia Bonspille Boileau, suivi des deux premiers long métrage de fiction de la de la réalisatrice et de la boîte Nish Média, Le dep et Rustic Oracle, qui sortent respectivement en 2015 et 2019.
En 2018 la série Skindigenous, dont le thème principal est le tatouage autochtone à travers le monde, est diffusée pour la première fois sur la chaîne télévisée APTN.
En 2020, Jason Brennan tourne son premier long métrage de fiction à titre de scénariste et réalisateur, L'inhumain. Son inspiration, tirée de la légende du Wendigo, lui vient d'aussi loin que son enfance, alors qu'il se trouve sur la réserve de Kitigan Zibi. Le premier bloc de tournage se déroule dans la Vallée-de-la-Gatineau, à Kitigan Zibi et Maniwaki. Le thriller psychologique, qui répond également aux codes du film d'horreur, est le premier film autochtone francophone de genre. L'inhumain est présenté en primeur au Festival du cinéma international en Abitibi-Témiscamingue à l'automne 2021 et met en vedette le chanteur et comédien Samian.
À l'automne 2021 s'amorce le tournage de la série Pour toi Flora, écrite et réalisée par Sonia Bonspille Boileau et produite par Brennan pour Nish Média, première série dramatique autochtone de Radio-Canada. L'œuvre, tournée notamment à Ottawa, Gatineau, et en territoire anishinaabe avec l'appui de la communauté de Kitigan Zibi, s'inspire de faits réels et aborde l'héritage douloureux des pensionnats autochtones au Québec. La série est diffusée en 2022 sur ICI Radio-Canada Télé en français et en langue anishinaabemowin sous-titrée en français, puis présentée sur la chaîne APTN. Pour toi Flora s'illustre à l'international, remportant plusieurs prix sur son passage puis est vendu en 2023 à TV5 Monde, répondant ainsi à l'objectif de Jason Brennan et Nish Média de faire rayonner la culture autochtone à travers le monde,. La série met en vedette plusieurs acteurs autochtones, dont Dominique Pétin, Samian et Marco Collin.
En 2022, il réalise une nouvelle Minute du patrimoine qui raconte l'histoire du coureur de fond d'origine Onondaga des Six Nations de la rivière Grand en Ontario, Tom Longboat.
La même année, Jason Brennan produit My Indian name, documentaire du cinéaste Abraham Côté, qui est mis en nomination aux Prix Écrans canadiens de l'Académie canadienne du cinéma et de la télévision pour l'obtention du prix Donald Brittain de la meilleure émission de télévision documentaire sociopolitique.

## Filmographie

### Cinéma

#### Producteur
- 2015 : Le Dep [15]
- 2019 : Rustic oracle[5]
- 2021 : L'inhumain[7]

#### Réalisateur
- 2021 : L'inhumain[7]

#### Scénariste
- 2021 : L'inhumain [7]

### Télévision

#### Producteur
- 2008 : The Journey [16]
- 2008 : Partout c'était chez moi[17]
- 2008-2009 : La Piqûre! [16]
- 2009-2012 : Mouki[17]
- 2010 : Last call Indian[17]
- 2011 : Pursuing the flame[17]
- 2013-2018 : Hit the ice[17]
- 2017 : La fosse aux tigres[18]
- 2018 : Vitamine C[19]
- 2018 : Skindigenous[6]
- 2022 : Pour toi Flora[20]
- 2022 : Tom Longboat : minute du patrimoine[13]
- 2022 : My Indian name[4]

#### Réalisateur
- 2008-2009 : La Piqûre![17]
- 2011 : Pursuing the flame[17]
- 2013-2018 : Hit the ice[21]
- 2018 : Skindigenous[6]
- 2017 : La fosse aux tigres[18]
- 2022 : Tom Longboat : minute du patrimoine[13]

#### Scénariste
- 2011 : Pursuing the flame[17]
- 2013-2018 : Hit the ice [17]
- 2017 : La fosse aux tigres[18]

## Distinctions

### Prix
- 2011 : Gémeaux - Prix de la Diversité - Last call indian[22]
- 2022 : American Indian Film Festival - best director - L'inhumain[4]
- 2022 : MIPCOM de Cannes - Prix Diversify TV - Representation of race and ethnicity - Pour toi Flora [23]
- 2022 : C21 Content London - Drama Awards - Meilleure mini-série dramatique - Pour toi Flora[14]
- 2023 : Telly Awards de New York - Best Cultural Séries - Pour toi Flora[14]
- 2023 : Telly Awards de New York - Best Dramatic Television Series - Pour toi Flora[14]
- 2023 : Gémeaux - Grand Prix de l'Académie - Pour toi Flora[24]

### Nominations
- 2011 : Festival international de télévision de Banff - Meilleur documentaire sportif - Pursuing the flame
- 2023 : Gémeaux - Production s'étant le plus illustrée à l'étranger - Pour toi Flora[14]
- 2023 : Académie canadienne du cinéma et de la télévision - Prix Donald Brittain de la meilleure émission documentaire sociopolitique - My Indian name[25]